# 入江良平
入江 良平（いりえ りょうへい、1950年3月30日 - ）は、日本のユング心理学者、翻訳家。
青森県立保健大学教授。

## 略歴
京都市生まれ。一橋大学社会学科卒、1976年同大学院社会学研究科(社会心理学)修士課程修了、1980 -）1981年チューリッヒのユング研究所に学ぶ。
青森短期大学講師、助教授、青森大学助教授、富山国際大学助教授、教授、1999年青森県立保健大学教授。

## 著書
- 『世紀末精神世界』（WAVE出版）1998

## 翻訳
- 『ピアジェとレヴィ=ストロース 社会科学と精神の探究』（ハワード・ガードナー、波多野完治共訳、誠信書房） 1975
- 『ユングが本当に言ったこと』（E・A・ベネット、鈴木晶共訳、思索社） 1985
- 『グノーシスの宗教 異邦の神の福音とキリスト教の端緒』（ハンス・ヨナス、秋山さと子共訳、人文書院） 1986
- 『すげ替えられた首』（ウィリアム・ベイヤー、サンケイ文庫） 1986
- 『殺しのVTR』（デヴィッド・リンジー、サンケイ文庫） 1988
- 『走りすぎた馬』（ウィリアム・マーレイ、扶桑社ミステリー、魔術師シフティ・シリーズ2） 1988
- 『おとぎ話にみる死と再生 「白雪姫」の深層』（テオドル・ザイフェルト、新曜社） 1989
- 『ダブル・カット』（ウィリアム・ベイヤー、扶桑社ミステリー） 1989
- 『宇宙意識 神話的アプローチ』（ジョゼフ・キャンベル、鈴木晶共訳、人文書院） 1991
- 『秘密のシンメトリー ユング / シュピールライン / フロイト』（アルド・カロテヌート、小川捷之, 村本詔司共訳、みすず書房） 1991
- 『メディア・レイプ』（ウィルソン・ブライアン・キイ、鈴木晶共訳、リブロポート） 1991
- 『神なきユダヤ人 フロイト・無神論・精神分析の誕生』（ピーター・ゲイ、みすず書房） 1992
- 『ユング心理学への招待 ユング全集ツアーガイド』（ロバート・H・ホプケ、青土社） 1992
- 『おとぎ話にみる愛とエロス 「いばら姫」の深層』（アンジェラ・ヴァイプリンガー、富山典彦共訳、新曜社） 1995
- 『おとぎ話にみる人間の運命 個人の生を超えるものへ』（ヴェレーナ・カースト、河合節子共訳、新曜社） 1995
- 『グノーシスとはなにか』（マドレーヌ・スコペロ、中野千恵美共訳、せりか書房） 1997
- 『魂の心理学』（ジェイムズ・ヒルマン、青土社） 1997
- 『ユング 心の地図』（マレイ・スタイン、青土社） 1999
- 『グノーシス 古代末期の一宗教の本質と歴史』（クルト・ルドルフ、大貫隆, 筒井賢治共訳、岩波書店） 2001
- 『ユング・コレクション 夢分析』（細井直子共訳、人文書院） 2001 ‐ 2002

## 論文
- 入江良平